# 柳家海舟
柳家 海舟（やなぎや かいしゅう、1957年7月22日 - ）は、東京都杉並区出身の落語家。落語協会所属。本名は並木 治。出囃子は「二人椀久」。血液型はA型。

## 来歴
東京工業高等学校卒業。1996年に柳家小里んと出会ってから、落語を本格的に学び始める。当初はサラリーマンとして働きながら、素人落語会に参加したり、遊びでエキストラをやったりしていた。40歳を過ぎたあたりから、「もっと面白い人生」としての別の道を歩もうと考えるようになり、プロの落語家になることを決意する。
1999年4月、柳家小里んに入門。2000年4月に前座となり、り助を名乗る。前座時代の2003年7月21日海の日、東京の発展に尽力した勝海舟の功績を顕彰するため、有志らの手によって東京都墨田区役所前の広場に「勝海舟銅像（勝安芳像）」が建てられた。当時はまだ前座で墨田区の自宅から浅草の師匠宅へ通うのに、その前を自転車で通るのを日課としていた。それまでは勝海舟への思い入れはなかったものの、銅像建立に気付いたのがきっかけとなり、勝に感興を覚えたという。
2003年10月、柳家喬之進、三升家勝菜と共に二ツ目に昇進。勝の幼名および通称である「麟太郎」と改名するが、これは師匠の名の「小里ん」とも無縁ではないことから、話がうまくまとまっている。改名後は勝の子孫らと親交を築き、また顕彰会の催しにて司会を務めたりするなど、その活動は顕彰の一環として関係者の御墨付きを得るに至った。2014年に真打昇進の声がかかると、勝の子孫から「海舟」に改名することを提案される。
2015年3月21日、三遊亭司、柳家小傳次、四代目桂右女助、四代目入船亭扇蔵、二代目金原亭馬治、二代目金原亭馬玉、三代目柳家さん助、柳家燕弥、三遊亭彩大と共に真打昇進。57歳という昭和以降では最高齢の記録であり、そのことが落語協会新真打のお披露目会見で話題に上ると「年の話は避けて通れないですね」と苦笑するも、同協会会長の四代目柳亭市馬（当時53歳）からは、「私より年の上の人がいる。体に気をつけて」と声援が贈られた。真打昇進では前述のとおり「海舟」と改名。改名に際し「これからも墨田の英雄を世に広めるお手伝いをしたい」と今後の抱負を語った。なお、海舟の手ぬぐいの畳紙の文字は勝海舟の直筆の字のものである。

## 芸歴
- 1999年4月 - 柳家小里んに入門。
- 2000年4月 - 前座となり、「り助」を名乗る。
- 2003年10月 - 二ツ目昇進、「麟太郎」に改名。
- 2015年3月 - 真打昇進し、「海舟」に改名。

## 弟子

### 移籍
- 柳家小ふね - 小里ん門下に移籍